# Верстальщик
Верста́льщик, или метранпа́ж (фр. metteur en pages «составитель страниц») — специалист вёрстки, который разбивает текст на отдельные страницы, компонует его с иллюстрациями, подготавливает оригинал-макет издания.

## История
В докомпьютерную эпоху верстальщик был рабочим типографии, в обязанности которого входила вёрстка страниц. Верстальщик приводил строки текста, изготовленные наборщиком, в страницы и полосы будущей книги, компоновал их с иллюстрациями, добавлял колонцифры, колонтитулы, следил за висячими строками.
В дореволюционной типографии метранпажем называли старшего наборщика, который руководил наборщиками — назначал шрифт, длину строки и так далее, — а сам выполнял наиболее ответственные работы. В советскую эпоху его сменил технический редактор издательства, который делал макет и спецификацию для рабочих типографии.
В наше время оригинал-макет издания полностью готовится в издательстве и только печатается в типографии. В крупных издательствах сотрудники-верстальщики, как правило, готовят оригинал-макеты по макету творческого директора.
Тем не менее всё чаще макет и вёрстку выполняет один человек, что существенно повышает требования к знаниям и умениям верстальщика в областях книжного (газетно-журнального) оформления и типографики. В некоторых современных издательствах такого универсального специалиста называют метранпажем, по аналогии с главным верстальщиком старинной типографии. В профессиональной среде нет единого мнения по этому поводу.
В англоязычных странах дизайнера, соответствующего российскому верстальщику, называют layout artist, production artist или paste up artist.
Традиционно термин используется в издательском деле, но с появлением интернета он приобрёл новое значение — верстальщик веб-страниц.